# Rheingold Express
Il Rheingold Express, nome mutuato da un'opera di Richard Wagner, fu uno dei più antichi e famosi treni di lusso europei. Nasce il 15 maggio 1928 su una tratta che non cambierà mai più: Basilea - Colonia - Düsseldorf - Duisburg - Utrecht - Amsterdam / Hoek van Holland per un totale di 662 km.

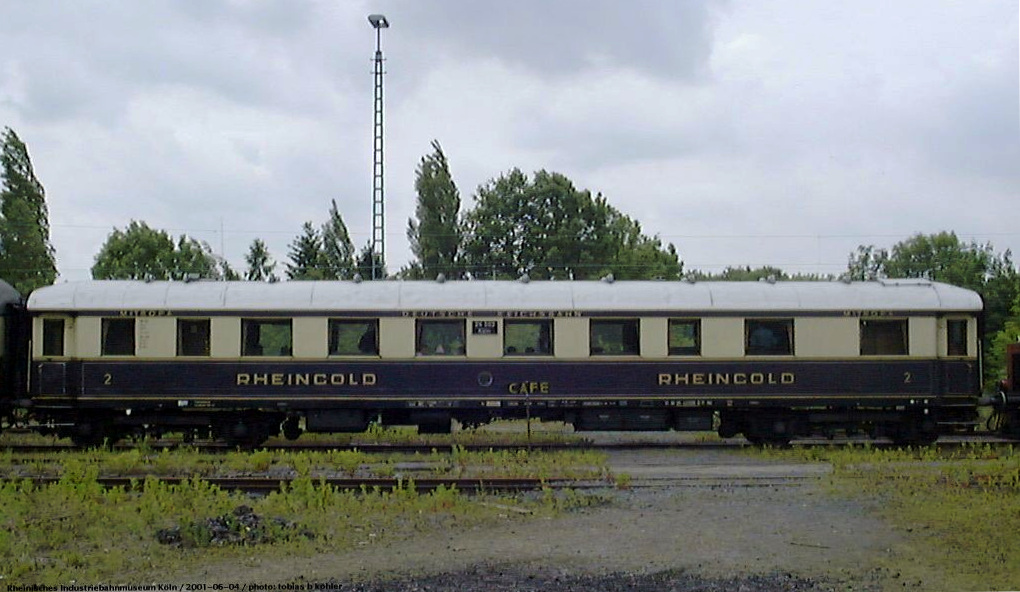
Vettura ristorante del Rheingold

Gestito dalla Compagnia Mitropa e dalle Deutsche Reichsbahn con caratteristiche carrozze di color crema e violetto, si pone come diretta alternativa e concorrenza con l'altro famoso treno di lusso internazionale Edelweiss, posto sulla medesima tratta, ma via Strasburgo e Bruxelles, solo un mese dopo (15 giugno) dalla CIWL.

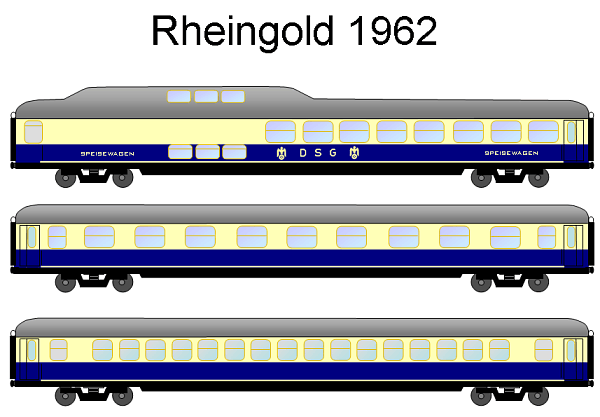
Le elegantissime vetture del Rheingold come apparivano nel 1962, in livrea blu-avorio

Per il Rheingold verranno costruite venti carrozze e tre bagagliai. In analogia con le composizioni d'epoca, le carrozze venivano disposte a coppie, poiché una sola era dotata di cucina. Sicché ogni coppia era autonoma dal punto di vista del servizio ristorante, che veniva servito al posto.
Il treno sopravvive alla seconda guerra mondiale e lo ritroviamo nel 1962 con nuovo materiale rotabile, costruito appositamente dalle DB e con caratteristiche uniche. In composizione al convoglio troviamo, infatti, le carrozze panoramiche, rimaste esemplari mai replicati. Dal 1965 il treno entra di diritto nel novero dei Trans Europ Express, ma cambia colore, per uniformarsi al rosso-crema di quella nuova rete di treni di lusso. Tra le varie locomotive trainanti vi era anche la 103.
Così resterà fino al 30 maggio 1987, giorno dell'ultima corsa.

## Storia
Nell’estate del 1921 la Deutsche Reichsbahn, insieme alle ferrovie di paesi vicini, offrì un treno espresso sul collegamento che in seguito sarebbe stato utilizzato anche dal Rheingold: Amsterdam –Basilea attraverso la Valle del Reno che viaggiava solo nei giorni feriali e faceva pochissime fermate, per un tempo di viaggio di sole 16 ore. Le fermate intermedie sulla tratta tedesca erano: Köln Süd, Coblenza, Bingerbrück, Magonza, Biebesheim (in direzione sud)/ Worms (in direzione nord), Mannheim, Karlsruhe e poi fino a Basel SBB.
Il nome Rheingold venne utilizzato per la prima volta il 15 maggio 1928 sulla tratta ferroviaria Hoek van Holland – Basilea. Sulla tratta tedesca si doveva pagare, oltre al prezzo dei treni espressi a lunga percorrenza, uno speciale supplemento, che, indipendentemente dalla distanza percorsa, era di due RM in seconda classe e tre RM in prima classe. il treno era dotato solo di carrozze di 1ª e 2ª classe (all'epoca era ancora diffusa la 3ª classe) e si rivolgeva ad un pubblico di viaggiatori esigente che voleva arrivare a destinazione velocemente e comodamente. Il design dei singoli vagoni è stato realizzato da noti architetti e artisti. Gli scompartimenti lussuosamente arredati offrivano solo posti vicino al finestrino in 1ª classe, permettendo così di godere senza ostacoli la vista sul Reno. Le vetture avevano un aspetto esterno uniforme. Per simboleggiare la loro esclusività, erano dipinte di viola/beige con un tetto grigio argento. Gli interni avevano pareti e soffitti rivestiti in legno (palissandro o acero) o rivestiti con tessuti.  Il tempo di percorrenza tra Hoek van Holland e Basilea era tra le 11 e le 12 ore. 
Con il nuovo treno la Deutsche Reichsbahn cercava di reindirizzare i passeggeri facoltosi sulle sue tratte tra Gran Bretagna, Paesi Bassi e Svizzera. C'era un buon collegamento in traghetto da Hoek van Holland a Harwich con un collegamento ferroviario per Londra. Il controllo doganale veniva effettuato sul treno.
In precedenza, molti passeggeri britannici in viaggio verso località turistiche svizzere come Interlaken, Lucerna o Coira utilizzavano i vagoni letto dei treni di lusso della Compagnie Internationale des Wagons-Lits che partivano la sera da Calais o Boulogne. A partire dal 1925 la CIWL introdusse gradualmente nel traffico diurno i treni Pullman Express, sui quali la Reichsbahn modellò le sue nuove carrozze. Appena un mese dopo l'inizio del Rheingold, la CIWL introdusse anche un lussuoso treno giornaliero, il treno Edelweiss, che fece il suo primo viaggio il 15 giugno 1928 bypassando il territorio tedesco da Amsterdam via Bruxelles, Lussemburgo e Strasburgo fino alla Svizzera.
Già nel 1929 il treno proseguiva in estate oltre Basilea FFS fino a Lucerna e Zurigo. 
Nell'agosto 1939 la circolazione del treno venne sospesa a causa della guerra.
Dopo la seconda guerra mondiale un treno con il nome Rheingold circolò di nuovo solo dal 20 maggio 1951 come treno espresso a lunga percorrenza, denominato Rheingold-Express tra Hoek van Holland e Basilea (D 163/164) con un treno parallelo da Amsterdam a Colonia (D 264), inizialmente con carrozze di tutte e tre le classi di. Le carrozze erano dipinte di blu con la scritta "Deutsche Bundesbahn" in lettere di alluminio. La carrozza ristorante venne gestita fino al 23 maggio 1955, dalla CIWL e successivamente dalla tedesca DSG.
Dal maggio 1953 il Rheingold-Express F 164/163 prese il nome Loreley Express, mentre la coppia di treni F 10/9, che dal maggio 1952 circolava sulla stessa tratta con il nome Rhein-Pfeil, prese il nome Rheingold-Express rinominato Rheingold a partire dal maggio 1954. Il nome Rheingold venne assegnato anche al treno F 22/21, che serviva la tratta Dortmund–Monaco (–Innsbruck), che dal maggio 1958 venne rinominato Rheinpfeil.